# Barbula subscabrinervis
Barbula subscabrinervis là một loài rêu trong họ Pottiaceae. Loài này được Dixon & Naveau mô tả khoa học đầu tiên năm 1927.